# Девенаантхеви
Девенаантхеви (груз. დევენაანთხევი) — село в Грузии, на территории Тианетского муниципалитета края (мхаре) Мцхета-Мтианети.

## География
Село находится в центральной части Грузии, на берегах реки Девенаант-Хеви, на расстоянии приблизительно 12 километров (по прямой) к югу от посёлка городского типа Тианети, административного центра муниципалитета. Абсолютная высота — 1061 метр над уровнем моря.

## Население
По результатам официальной переписи населения 2014 года в Девенаантхеви проживало 132 человека (71 мужчина и 61 женщина). В национальной структуре населения грузины составляли 98,5 %.
| Год  | Население, человек |
| ---- | ------------------ |
| 2002 | 177                |
| 2014 | ↘ 132              |